# C.K. Nagesh
C. K. Nagesh, eig. Gundu Rao, (Tamil: நாகேஷ்) (Dharapuram, 27 september 1933 - Chennai, 31 januari 2009) was een as film- en theateracteur in Kollywood. Als filmkomediespeler was hij vooral in de jaren 1960 een geliefd acteur in de Tamilfilms van Kollywood.
Nagesh stamde uit een familie van brahmanen en begon zijn acteerloopbaan in theatergroepen. Zijn filmdebuut maakte hij in 1961 in L.V. Prasads Thayilla Pillai. In Server Sundaram (1964) speelde hij zijn eerste hoofdrol als de kelner Sundaram.
Naast talrijke komische rollen speelde hij ook karakterrollen, zoals in A.P. Nagarajans Thiruvilaiyadal (1965) als arme dichter en in C.V. Sridhars Kadalikka Neramillai (1964) en ernstige rollen in regie van Balachanders in Neer Kumizhi (1965) en Ethir Neechal (1968). Nagesh acteerde samen met Sivaji Ganesan, M.G. Ramachandran en Kamalahasan en speelde meermaals aan de zijde van de actrice Manorama.
Sinds het einde van de jaren 1970 speelde Nagesh ook in Tollywood- en Malayalamfilms. Zijn laatste film was de Kamal Hassan-productie Dasavatharam (2008). Hij kreeg voor zijn werk diverse onderscheidingen, zoals de Tamil "Kannadasan Award" in 2007.
Nageshs zoon Anand Babu is eveneens acteur.

## Filmografie (selectie)
- 1961: Thayilla Pillai (L. V. Prasad)
- 1962: Nenjil Ore Alayam (C. V. Sridhar)
- 1963: Periya Idathu Penn (T. R. Ramanna)
- 1963: Raktha Tilakam (Dada Mirasi)
- 1964: Kadalikka Neramillai (C. V. Sridhar)
- 1964: Server Sundaram (R. Krishnan en S. Panju)
- 1965: Ayirathil Oruvan (B. R. Panthulu)
- 1965: Enga Veetu Penn (Tapi Chanakya)
- 1965: Neer Kumizhi (K. Balachander)
- 1965: Thiruvillaiyadal (A. P. Nagarajan)
- 1966: Chitthi (K. S. Gopalakrishnan)
- 1966: Major Chandrakanth (K. Balachander)
- 1966: Yarukaka Azhudan (Jayakantan)
- 1967: Bhama Vijayam (K. Balachander)
- 1967: Kandan Karunai (A. P. Nagarajan)
- 1967: Thangai (A. C. Trilogchander)
- 1967: Thanga Thambi (Francis Ramanath)
- 1967: Thaikku Thalaimagan (M. A. Thirumugham)
- 1968: Ethir Neechal (K. Balachander)
- 1968: Pudhiya Bhoomi (Tapi Chanakya)
- 1968: Thillana Mohanambal (A. P. Nagarajan)
- 1969: Kaval Daivam (K. Vijayan)
- 1969: Nam Naadu (Jambulingam)
- 1969: Vaa Raja Vaa (A. P. Nagarajan)
- 1970: Penn Daivam (M. A. Thirumugham)
- 1970: Vietnam Veedu (P. Madhavan)
- 1973: Ulagam Sutrum Valiban (M. G. Ramachandran)
- 1975: Apoorva Ragangal (K. Balachander)
- 1976: Sila Nerangalil Sila Manithargal (A. Bhimsingh)
- 1978: Oru Nadigai Nadagam Parkiral (A. Bhimsingh)
- 1979: Vetagadu (K. Raghavendra Rao)
- 1981: Valarthu Mrugangal (T. Hariharan)
- 1989: Apoorva Sahodarargal (S. Srinivasa Rao)
- 1990: Shatruvu (Kodi Ramakrishna) - Telugu
- 1994: Magalir Mattum (S. Srinivasa Rao)
- 1994: Nammavar (K. S. Sethumadhavan)
- 2002: Panchatanthiram (K. S. Ravikumar)
- 2006: Imsai Arasan 23 M Pulikesi (Chimbudeven)
- 2008: Dasavatharam (K. S. Ravikum)

## Bron
- Dit artikel of een eerdere versie ervan is een (gedeeltelijke) vertaling van het artikel C. K. Nagesh op de Duitstalige Wikipedia, dat onder de licentie Creative Commons Naamsvermelding/Gelijk delen valt. Zie de bewerkingsgeschiedenis aldaar.

- International Standard Name Identifier: 0000 0000 4833 9303
- Library of Congress Control Number: n2006173352
- Virtual International Authority File: 19119901
- WorldCat: E39PBJf8vbkh8Jcbc9vfQbth73